# Odega Gruppe
Die Odega Gruppe (Eigenschreibweise: ODEGA Gruppe) ist eine landwirtschaftliche Unternehmensgruppe in Brandenburg, die rund 18.255 Hektar landwirtschaftliche Nutzfläche bewirtschaftet und damit als einer der größten Agrarbetriebe in Deutschland gilt. Die Unternehmen der Odega Gruppe erhielten 2022 Agrarsubventionen von zusammen 4.816.431,99 Euro.
Der Unternehmenssitz befindet sich in Groß Neuendorf, einem Ortsteil von Letschin im Oderbruch. Verwaltung und Geschäftsleitung befinden sich in Golzow (Oderbruch). Neben dem Ackerbau gehören Geflügelhaltung und die Erzeugung erneuerbarer Energien zu den Geschäftsfeldern. Bis Dezember 2024 wurde am Standort Groß Neuendorf außerdem Gemüse zu Rohkonserven verarbeitet.
Der Name Odega ist eine Wortschöpfung aus den Worten „Oderbruch“ und „Gemüsegarten“.

## Geschichte
Die Agrargenossenschaft Odega Groß Neuendorf entstand 1992, nach der deutschen Wiedervereinigung, durch die Umwandlung der LPG (P) „Deutsch-Polnische Freundschaft“, Groß Neuendorf. Die LPG hatte vor dem Ende der DDR 380 Mitglieder und bewirtschaftete mit 300 Mitarbeitern rund 7.000 Hektar, von denen 400 Hektar dem Anbau von Gemüse wie Gurken, Blumenkohl oder Weißkohl dienten. An der Umwandlung in eine eingetragene Genossenschaft nach westdeutschem Recht waren im Jahr 1992 83 LPG-Mitglieder beteiligt und neben dem heutigen Geschäftsführer Detlef Brauer gehörten Udo Schimpf und Joachim Wercham dem neuen Vorstand an.

### Beteiligung am Gefrierzentrum Manschnow
1993 beteiligte sich die Agrargenossenschaft mit einem Gesellschafteranteil von mehr als 50 % an der Gründung der Obst- und Gemüsegefrierzentrum Oderbruch GmbH in Manschnow, die von 1993 bis 1995 eine Anlage für die Produktion von Tiefkühlgemüse und Tiefkühlobst errichtete. Das Bauvorhaben hatte ein Investitionsvolumen von 45 Mio. DM (rund 23 Mio. Euro). Die Frostungsanlage nahm im Oktober 1995 mit einer Verarbeitungskapazität von 30.000 Tonnen die Arbeit auf und beschäftigte 100 Mitarbeiter. Schon ein Jahr später, im Oktober 1996, ging die Obst- und Gemüsegefrierzentrum Oderbruch GmbH wegen Absatz- und Liquiditätsproblemen in die Gesamtvollstreckung und brachte damit auch ihre Gesellschafter und zuliefernde Erzeugerbetriebe in finanzielle Schwierigkeiten. Im November 1997 wurde der Verkauf des Gefrierzentrums an die im sächsischen Mochau ansässige Firma Frenzel Tiefkühlkost verkündet, die den Standort Manschnow fortan als Frenzel Oderland-Tiefkühlkost GmbH führte. Die Übernahme der Produktionsanlagen fand zum 1. Januar 1998 statt. Die Firma Frenzel geriet ihrerseits 2011 ebenfalls in die Insolvenz und wurde von der KTG Agrar übernommen.

### Verbindungen mit Geschäftsführern der Märka GmbH
Nach der Insolvenz des Gefrierzentrums in Manschnow war die Agrargenossenschaft Odega als Hauptgesellschafterin ebenfalls in finanzielle Schwierigkeiten geraten. Durch private Investitionen von Barbara Ulrich und Gernot Schalow, Geschäftsführer und Gesellschafter des Landhändlers Märka, und die Gründung der Agrargesellschaft Groß-Neuendorf Letschin mbH im Dezember 1997, konnten, nach Aussage von Detlef Brauer, weitere finanzielle Folgen abgewendet werden.

### Übernahmen und Beteiligungen
Im Mai 1998 begann mit der Übernahme der Letschiner Agrargesellschaft mbH (heute Letschiner Agrargenossenschaft eG) die Expansion der Odega Gruppe. Im August 2000 wurde Andreas Weinberg stellvertretender Vorstandsvorsitzender der Agrargenossenschaft Odega Groß Neuendorf und übernahm in den folgenden Jahren gemeinsam mit Brauer die Geschäftsführung in vielen Unternehmen. Am 30. Juli 2003 erfolgte die Übernahme des Vorstands in der Landwirtschaftlicher Betrieb eG Klein Ziethen durch Barbara Ulrich und Gernot Schalow, gefolgt von der Agrargenossenschaft eG Werder am 30. Dezember durch Brauer, Schalow und Ulrich. Es folgten die Albei Agrar GmbH in Altwriezen im Dezember 2004 (Brauer, Schalow, Ulrich), die Agrargesellschaft Kienitz im Januar 2005 (Brauer, Schalow, Ulrich, Weinberg), die Birkenhof Geflügelmast Staffelde im Februar 2005 aus Insolvenz (Brauer, Schalow), die Neuhardenberger Entenmast im April 2005 aus Insolvenz (Brauer, Schalow) und die Prötzeler Landwirtschaftsgesellschaft, ebenfalls im April 2005 (Brauer, Schalow, Ulrich, Weinberg). Im Februar 2006 wurde der Vorstand in der Bauerngenossenschaft Badingen durch Brauer und Schalow übernommen und die Übernahme der Landwirtschaftsgesellschaft Güldenhof folgte im Juni 2008 (Brauer, Ulrich, Weinberg).
Im Dezember 2012 übernahm die Agrargenossenschaft Odega mit 65 % eine Mehrheitsbeteiligung an der Landwirtschaft-Golzow GmbH & Co. Vermögens KG (Rittergut Golzow), die zu diesem Zeitpunkt 6.750 Hektar Ackerland bewirtschaftete. 2014 schied Barbara Ulrich als Mitglied der Geschäftsführung und Teil des Vorstandes in allen von ihr mit geführten Unternehmen aus. Im Oktober 2016 wurde die Agrar GmbH Odertal in Gartz (Oder) übernommen und Claas Wilfarth ist seitdem Geschäftsführer mehrerer Odega Gesellschaften geworden. 2018 schied auch Andreas Weinberg, ebenfalls Geschäftsführer und Teil des Vorstandes zahlreicher Odega-Gesellschaften, aus der Geschäftsleitung aus.
2019 übernahm die Odega Gruppe Teile der Landwirtschaftlichen Vermögensverwaltungsgesellschaft in Seelow, wobei 25 % der Anteile von der Landwirtschaftlichen Erzeugergemeinschaft Letschin, 25 % von Detlef Brauer und die restlichen 50 % von zwei Altgesellschaftern gehalten werden.

## Unternehmensstruktur
Die Odega Gruppe besteht, neben der Agrargenossenschaft Odega Groß Neuendorf, aus 25 weiteren Gesellschaften (GmbH oder eG). Die Agrargenossenschaft Odega Groß Neuendorf eG hat 4 Mitglieder, die in diesem Fall mit den Gesellschaftern einer GmbH vergleichbar sind. In der Mehrzahl der Unternehmen liegen Geschäftsführung oder Vorstandsvorsitz bei Detlef Brauer und nur vereinzelt sind andere Personen Teil der Geschäftsführung oder alleinige Geschäftsführer. Die einzelnen Tochterunternehmen sind aneinander und untereinander als Gesellschafter beteiligt.
| Standort                  | Unternehmen |
| ------------------------- | --- |
| Badingen (Zehdenick)      | Bauerngenossenschaft Badingen eG |
| Groß Neuendorf (Letschin) | AGK Agrargesellschaft Kienitz mbH, Agrargenossenschaft Groß Neuendorf-Letschin eG, Albei Agrar GmbH, Land und Lohn GmbH, Landwirtschaftliche Erzeugergemeinschaft Letschin eG, Odega - Frischgemüsehandel und Rohkonserven GmbH Groß Neuendorf                 |
| Golzow                    | ATO-Agrarterminal Ostbahn GmbH, Bäuerliche Dienstleistungs GmbH Golzow, GUV Grundstücks- und Vermögensgesellschaft mbH, Landwirtschaft Golzow-Betriebs-GmbH, Landwirtschaft-Golzow GmbH & Co. Vermögens KG, Landwirtschaft-Golzow GmbH, MTB-Biogas Agrar GmbH, |
| Gartz (Oder)              | Agrar GmbH Odertal-Gartz/Oder |
| Letschin                  | Letschiner Agrargenossenschaft eG |
| Neuhardenberg             | Jobe GmbH, Neuhardenberger Entenmast GmbH |
| Prötzel                   | Prötzeler Landwirtschaftsgesellschaft mbH |
| Seelow                    | Landwirtschaftliche Vermögensverwaltungsgesellschaft Seelow GmbH, S & V Landgesellschaft Seelow mbH |
| Staffelde (Mescherin)     | Birkenhof Geflügelmast GmbH Staffelde |
| Stechlin                  | Landwirtschaftsgesellschaft Güldenhof mbH |
| Werder (Rehfelde)         | Agrargenossenschaft eG Werder |

Verkaufte Unternehmen
- Landwirtschaftlicher Betrieb eG Klein Ziethen, 2023 verkauft an Matthes GbR[41]

## Kritik
Im Zusammenhang mit der Diskussion um die Verteilung von Grundbesitz und landwirtschaftliche Strukturen in Ostdeutschland steht auch die Odega Gruppe mit ihrer jahrelangen Expansionspraxis in der Kritik. Während das eingesetzte Kapital zum Landerwerb bei anderen Investoren, wie den Familien Steinhoff, Rethmann oder Viessmann, aus landwirtschaftsfremden Einkünften stammt, ist die Finanzierung der zahlreichen Übernahmen bei der Odega Gruppe unklar.
Mehrere Vorhaben zum Bau und zur Erweiterung von Geflügelmast- und Legehennenanlagen an verschiedenen Orten sind auf Widerstand aus der Bevölkerung gestoßen. In Reitwein hatte die Odega seit 2016 versucht, ehemalige Rinderställe für die Putenmast umzubauen. Der Bauantrag wurde jedoch von der örtlichen Gemeindevertretung abgelehnt, wonach der zuständige Landkreis Märkisch-Oderland die Genehmigung doch erteilte. In der Folge gründete sich eine Bürgerinitiative und es wurden mehrere Widersprüche gegen die Genehmigung vor dem Oberverwaltungsgericht Berlin-Brandenburg eingelegt, die mit einer Entscheidung vom 7. Juli 2022 jedoch abgelehnt wurden. Die ehemaligen Rinderställe waren unterdessen an einen Geflügelmäster aus dem Landkreis Cloppenburg verkauft worden.
Ähnliche Widerstände gegen den Umbau ehemaliger Rinderställe gab es in Sachsendorf, wo Odega aber nach erfolgreicher Genehmigung seit 2019 nach dem sogenannten Fairmast-Prinzip der Firma Plukon Hähnchenmast in einer Anlage mit 71.000 Tieren betreibt. Auch in Neuhardenberg findet Hähnchenmast nach diesem Prinzip statt. In Golzow wurde eine bereits 2019 erteilte Genehmigung zur Errichtung einer ähnlichen Hähnchenmastanlage wie in Sachsendorf mit rund 72.000 Tierplätzen nach bereits erfolgtem Baubeginn vom Landesamt für Umwelt Brandenburg wieder aufgehoben. Weitere Projekte zum Aufbau von Anlagen zur Freilandhaltung von Legehennen in Wilhelmsaue und Ortwig befinden sich seit 2020 im Genehmigungsprozess. Eine Bürgerinitiative, unterstützt vom BUND, kämpft gegen den Bau der Anlagen.
An einem Entwurf der Landesregierung für ein Agrarstrukturgesetz im Land Brandenburg übte der Odega-Geschäftsführer Detlef Brauer im November 2020 in einem Gespräch mit der Märkischen Oderzeitung heftige Kritik. Ziel des Gesetzes soll die Regulierung des landwirtschaftlichen Bodenmarktes und die Begrenzung von überregional aktiven Investoren sein, die nach Hochrechnungen des MLUK Brandenburg mittlerweile ein Drittel aller Agrargesellschaften im Land besitzen. Brauer stellte gegenüber der Zeitung die Behauptung auf, dass kleinere Landwirtschaftsbetriebe es sich, im Gegensatz zur Odega Gruppe, nicht leisten könnten, den Mindestlohn zu bezahlen oder Sozialstandards einzuhalten. Mit dem geplanten Gesetz würde die Entwicklung der Landwirtschaft in Brandenburg „ausgetrocknet“, weil es keine Wiedereinrichter und Junglandwirte gäbe, die die Kleinbetriebe übernehmen würden, so Brauer weiter. Wenn sein Unternehmen nicht mehr Land pachten oder kaufen dürfe, verliere man Arbeitsplätze. Außerdem könnten nur große Betriebe Rückschläge auf Grund von Dürren verkraften und ausgleichen.